# Agropsar philippensis
El estornino carirrojo (Agropsar philippensis) es una especie de ave paseriforme de la familia Sturnidae propia de las islas del extremo oriental de Asia.

## Distribución
Es un pájaro migratorio que cría en el norte de Japón, el sur de la isla de Sajalín y las Kuriles; y se desplaza al sur para pasar el invierno en Taiwán, las Filipinas y el norte de Borneo.

## Clasificación
El estornino carirrojo se clasificaba anteriormente en el género Sturnus, pero fue trasladado al restaurado género Agropsar como resultado de dos estudios filogenéticos publicados en 2008.